# (31475) Robbacchus
1999 CH42 (asteroide 31475) é um asteroide da cintura principal. Possui uma excentricidade de 0.11922410 e uma inclinação de 6.01280º.
Este asteroide foi descoberto no dia 10 de fevereiro de 1999 por LINEAR em Socorro.